# Lymanopoda orientalis
Lymanopoda orientalis es una especie de mariposa de la familia Nymphalidae. Fue descrita en 1999 a partir de material colectado por los investigadores venezolanos Ángel L. Viloria y Jesús Camacho durante expediciones realizadas en 1993 en la Serranía de Turimiquire, una prolongación oriental del Sistema de la Costa entre los estados Sucre y Monagas, en Venezuela.
L. orientalis es una especie endémica de Turimiquire, en donde se localiza entre los 1500 y 1750 m. Sólo se conocen pocos ejemplares depositados en colecciones.